# Hassan Ibn Numan
Hassan Ibn Numan ou Hassan ibn al-Nu'man (en arabe : حسان بن النعمان الغساني; mort vers 700) est un général et gouverneur omeyyade en Ifriqiya vers la fin du VIIe siècle, début du VIIIe siècle. Il est rattaché à la tribu arabe des Ghassanides.
En 698, à la tête d'une armée de 140 000 hommes[réf. nécessaire] il conquiert l’exarchat de Carthage et finit par conquérir Carthage. Tunis et surtout Kairouan fondée à cette occasion prennent dès lors la place de Carthage en tant que centres régionaux. La conquête de l’exarchat de Carthage marque la fin de la présence romano-byzantine en Afrique du Nord, et l'expansion de l’islam et de la langue arabe dans la région 
Selon l'historien al-Baladhuri, lorsque « Hassan ibn-an-Nu'man est devenu dirigeant [, il] a fait une incursion (Bataille de l'oued Nini) contre Kahina, la reine des Berbères. Il a été repoussé et occupa certains châteaux sur le territoire de Barkah (...). [Il] fit une autre incursion (Bataille de Tabarka), tua la reine et emmena en captivité de nombreux berbères qu'il envoya à Abd -Al-'Aziz.»
La ville de Beni Hassen dans le gouvernorat de Monastir en Tunisie serait nommée d'après lui en raison du nombre de ses partisans qui s'y seraient établis.